# 嘉薛地
嘉薛地，CBE，JP[?]（1889年3月30日—1971年5月14日），英國及香港企業家，和記洋行董事總經理，嘗任香港總商會主席和行政立法兩局非官守議員。
嘉薛地於1910年獲聘於香港上海滙豐銀行倫敦分行，1913年被調到香港。在滙豐任職12年後，他在1922年加入襟兄T·E·比亞士的和記洋行成為合夥人，後來又成為高級合夥人和董事總經理。他在1941年12月參與香港保衛戰，香港淪陷期間遭到拘禁，至二戰完結後，他負責重整洋行業務，使之重上軌道，任職滿30年後於1952年退休返英。戰前他參與不少與基督教團體相關的社會職務，當中包括中環聖約翰座堂名譽司庫、聖公會維多利亞教區信託會成員、香港西青年會主席和拔萃男書院校董等職，另外也是香港大學校董和港府牌照局委員。
嘉薛地戰後在1948年至1950年、以及在1951年至1952年兩度出任香港總商會主席，並代表總商會在1948年至1952年任立法局非官守議員，任內於1951年至1952年兼任行政局非官守議員。返回英國後，他協助港府於1958年在倫敦設立供香港留學生居住的香港大廈，復於同年出任香港大廈理事會首任主席。

## 生平

### 早年生涯
嘉薛地1889年3月30日生於英國英格蘭雅息士郡伊爾福德（今位於倫敦），父親托馬斯·嘉薛地（Thomas Cassidy）任職銀行文員，母親名叫瑪麗·西蒙斯（Mary Simmons）。他有一位兄長、兩位胞姐和一位胞弟，分別名叫查爾斯·杜蘭特·嘉薛地（Charles Durant Cassidy）、希爾達·瑪麗·嘉薛地（Hilda Mary Cassidy）、梅布爾·伊芙蓮·嘉薛地（Mabel Evelyn Cassidy）和西里爾·馬丁·嘉薛地（Cyril Martin Cassidy）。他的胞弟西里爾在第一次世界大戰期間，於1915年在法國北部的費斯蒂貝爾陣亡。嘉薛地早年與家人居於倫敦北部芬奇利，並受教於倫敦市的綢布商學校（Mercers' School）。

### 來港經商
1910年，嘉薛地獲聘加入香港上海滙豐銀行的倫敦分行，最初任職助理。1913年，他獲匯豐銀行派往香港工作，就任不久便遇上第一次世界大戰，鑑於人手緊絀，結果他留在香港工作前後七年半，才於1920年8月首次返回英國休假。1921年，他被調往新加坡，但卻選擇於翌年辭職，並獲招攬返回香港加入和記洋行成為大班，以合夥人身份擔任過董事總經理等重要職務。
二戰以前，嘉薛地與身兼立法局非官守議員的高級合夥人T·E·比亞士（T. E. Pearce）一同領導洋行的業務。當時的和記洋行主要從事進出口貿易，並在1929年於廣州開設分行，以拓展內地的業務；但相比之下，和記洋行較其他如怡和洋行和太古洋行的規模要小，與另一洋行會德豐的關係密切。除了和記洋行的工作外，嘉薛地也身兼多家香港公司的董事職務，當中包括牛奶公司、香港電車有限公司、會德豐和茂泰洋行（Marden & Co.）等。1925年至1949年間，他還兼任《經濟學人》的香港特派員，負責為雜誌社提供香港的經濟金融情報。

### 參與公職
在香港生活期間，嘉薛地長年參與不少與基督教有關，特別是中環聖約翰座堂、扶輪社和香港西青年會（European YMCA）的活動，在1920年代至1930年代期間嘗任聖約翰座堂名譽司庫、聖公會維多利亞教區信託會成員、以及香港西青年會主席和理事等職。在1934年，他又參與創立加油會（Cheero Club），在西青年會的協助下負責為駐港英軍提供康樂設施。

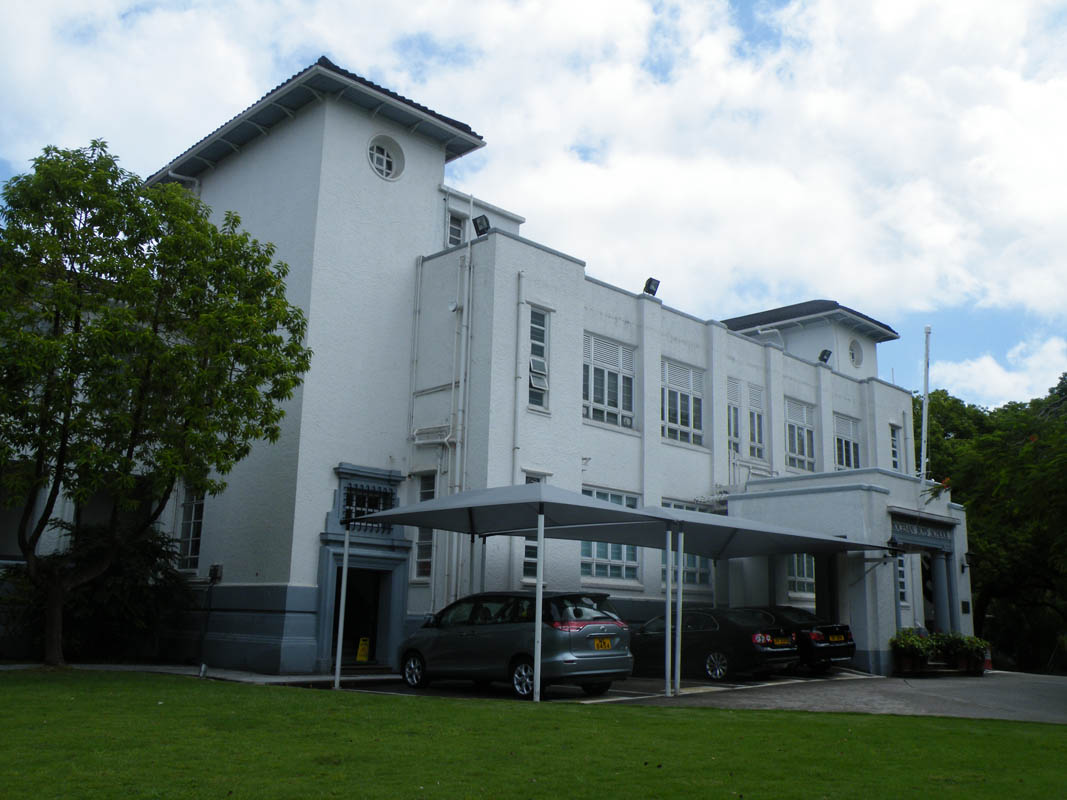
嘉薛地由1922年至1952年任拔萃男書院校董

此外，嘉薛地一直關注聖公會轄下拔萃男書院的校務，他自1922年至1952年間長年擔任該校校董，期間又於1922年至1924年以及在1926年至1950年間，分別兼任該校校董會的名譽司庫和名譽秘書。身兼不同教會團體公職的嘉薛地也逐漸得到香港政府的注意，他在1929年獲奉委為非官守太平紳士，並在1929年至1941年間出任香港大學校董。1939年，他進而獲其他非官守太平紳士推選為港府牌照局（Licensing Board）委員。
1937年中日戰爭爆發和1939年第二次世界大戰爆發後，遠東局勢日益嚴峻。在1939年，嘉薛地連同港府財政司畢打士和曾任英華書院校長的聖公會舒活牧師 （Rev. Frank Short）一同獲委任為英國對華救濟基金（British Fund for Relief in China）香港委員會委員。在1940年2月，港府設立香港後備防衛軍，嘉薛地即獲編配入後備防衛軍的關鍵職務組候命，復於同年6月被編入基要服務普通組待命。
在1941年12月，日本隨太平洋戰爭爆發而揮軍香港，香港保衛戰一觸即發。在戰事期間，他在屬於輔助部隊的防空救護隊（Air Raid Precaution Corps）內任職副隊目（Deputy Warden），但在同年12月25日香港淪陷後，他與其他屬於日本敵國的外籍僑民一樣，遭日方關進赤柱拘留營內過活。一直到1945年8月日本無條件投降後，他才得以從拘留營獲釋，並在回國休養後於1946年6月返港視事。
和記洋行在戰後初年面臨很大的經營困難，首先是領導洋行多年的比亞士在1941年12月香港保衛戰期間陣亡，而洋行在廣州的分行也因戰事中斷業務；其次是戰後中國大陸政局動盪，進一步打擊洋行的出入口貿易業務。在這個背景下，嘉薛地在戰後以高級合夥人身份領導洋行，負責重整和記洋行，使洋行的運作得以逐漸重上軌道。
戰後，嘉薛地曾獲港府奉委為港口執行委員會委員和物價統制顧問委員會委員等職，另外還在1948年和在1950年至1951年兩度出任香港總商會副主席、1948年至1950年和在1951年至1952年兩度獲推選出任總商會主席、以及在1948年至1952年再度出任香港大學校董。由1948年8月至1952年4月，他代表總商會出任立法局非官守議員，期間又於1951年7月至1952年4月兼任行政局非官守議員。在兩局供職期間，他比較關注中國大陸政權易幟和韓戰對香港貿易的影響。

### 晚年返英
1952年5月，嘉薛地以董事總經理的身份卸下和記洋行的工作，退休返回英國，而洋行的工作則由戰後新加入的祈德尊接手。1958年，在港府駐倫敦辦事處主任祁連活 （E. A. G. Grimwood）主持下，港府於倫敦設立了香港大廈（Hong Kong House），為留學倫敦的香港學生提供多一個留宿的選擇，以及作為香港留學生在倫敦交流的場所。香港大廈成立後，曾在香港生活多年的嘉薛地即獲委任為香港大廈理事會首任主席，協助設立香港大廈和監管會社的營運，他後來卸任主席一職，但仍留任理事會理事。為表揚他在香港大廈設立一事上的表現，他於1959年元旦授勳名單中獲英廷授予CBE勳銜。
嘉薛地晚年仍擔任英資康世公司（Cornes & Co.）等多家商業機構的董事職務，晚年曾於1955年回港渡過聖誕節，他在1971年5月14日於英國薩里郡逝世，終年82歲。

## 個人生活
嘉薛地信奉基督教，1919年1月15日於香港佑寧堂娶怡和中華火車糖局（China Sugar Refinery）前司理A·羅傑（A. Rodger）的女兒瑪嘉烈·約翰遜·羅傑（Margaret Johnston Rodger）為妻。和記洋行高級合夥人T·E·比亞士即為瑪嘉烈·羅傑的姐夫。在1941年12月香港保衛戰期間，嘉薛地夫人也隨丈夫和姐夫參與戰事，在守軍的護理分遣隊中任職副指揮。香港淪陷後，嘉薛地夫婦倆均被關押於拘留營內，至香港重光後才得以獲釋。嘉薛地夫婦倆在1969年1月慶祝金婚。
嘉薛地夫婦育有兩名兒子，長子理查·羅斯·福布斯·嘉薛地（Richard Ross Forbes Cassidy）於1920年1月2日生於香港，為蘇格蘭建築師，2017年12月23日逝世；次子曉治·約翰·亞歷山大·嘉薛地（Hugh John Alexander Cassidy）於1923年4月5日生於香港，為英國殖民地官員，曾任職於尼日利亞和馬來亞等地，2007年9月24日逝世。嘉薛地與家人在港居住期間的居所位於山頂，戰前他曾任山頂居民協會主席。另外，喜愛研究歷史的他曾在二戰前曾發表一些有關香港通商史和商業史的文章。

## 部份著作
- "Commercial History of Hong Kong: A Century of Trade", Hong Kong Centenary Commemorative Talks, 1841-1941. Hong Kong: World News Service, 1941. 
  - （直譯：〈香港商業史：一世紀的貿易〉，《1841年至1941年香港百周年紀念講話》。香港：世界新聞服務，1941年。）

## 榮譽
- 以下列出榮譽全稱及縮寫：^ 
  - 非官守太平紳士（J.P.） （1929年[1]）
  - 英帝國司令勳章（C.B.E.） （1959年元旦授勳名單[34]）

## 注腳
1. 1 2 3 4 5 6 7 8 9  "Hutchison ex-Chief Dies in UK" (24 May 1971)
2. 1 2  "Civilians" (retrieved on 30 December 2012)
3. ↑  "Births Jun 1889: Cassidy, Philip Stanley", FreeBMD, retrieved on 26 November 2014.
4. ↑  "Philip Stanley Cassidy" (retrieved on 24 March 2016)
5. 1 2 3 4 5 6 7 8 9 10  "Personality Parade No. 8" (24 April 1950)
6. 1 2  "Thomas Cassidy" (retrieved on 24 March 2016)
7. 1 2 3  "Roll of Honour: Cyril Martin Cassidy" (24 March 2016)
8. ↑  Nisbet (1914)
9. ↑  Melbourne (1925)
10. 1 2 3 4 5 6 7 8  Braga (1957), p. 450.
11. ↑  "Mr. Cassidy Going on Leave" (11 May 1937)
12. 1 2  馮邦彥著（1996年）
13. ↑  "G.B.S. and H.K. Rotary - Mr. Cassidy Explains His Remark - Dr. T'so Thanks Author for His Advice" (14 February 1933)
14. ↑  "Advertisements", Supplement to Hong Kong Government Gazette, 29 January 1926.
15. ↑  "Advertisements", Supplement to Hong Kong Government Gazette, 12 June 1931.
16. ↑  "Advertisements", Supplement to Hong Kong Government Gazette, 24 February 1933.
17. ↑  "Advertisements", Supplement to Hong Kong Government Gazette, 7 December 1934.
18. ↑  Yee and Chan-Yeung (2009), p. 344.
19. ↑  "No. 290", Hong Kong Government Gazette, 14 April 1939.
20. ↑  "No. 468", Hong Kong Government Gazette, 26 April 1940.
21. ↑  "Three Hongkong Workers for China Relief Fund" (16 June 1939)
22. ↑  "No. 130", Hong Kong Government Gazette, 2 February 1940.
23. ↑  "No. 663", Hong Kong Government Gazette, 14 June 1940.
24. 1 2  〈立法局西商會代表嘉薛地當選〉（1948年8月13日）
25. ↑  〈華商總會歡迎西商會主席嘉薛地〉（1948年8月17日）
26. 1 2  The Hong Kong General Chamber of Commerce Annual Report 1965 (1966), pp. 25 & 27.
27. 1 2  〈加薛地將返英〉（1952年5月1日）
28. ↑  "Supplement to Issue 39372", London Gazette, 30 October 1951, p. 10.
29. ↑  "Supplement to Issue 39317 （页面存档备份，存于）", London Gazette, 24 August 1951, p. 2.
30. ↑  〈加薛地暫任行政局議員，三警官奉委為高級警司〉（1951年7月21日）
31. ↑  "Cassidy Sees Bright Future for Hong Kong" (22 March 1949)
32. ↑  Trade Bulletin (1959), p. 196.
33. ↑  Triennial Survey 1964-67 (1968), p. 81.
34. 1 2  "Supplement to Issue 41589", London Gazette, 30 December 1958, p. 23.
35. ↑  〈英女皇元旦授勳名單公佈，本港官民十一人榮獲勳銜〉（1959年1月1日）
36. ↑  Skinner's Cotton and Man-made Fibres Directory of the World (1964), p. 185.
37. ↑  "Supplement to Issue 45423", London Gazette, 13 July 1971, p. 70.
38. 1 2  "Marriage - Cassidy-Rodger" (16 January 1919)
39. 1 2  "Hong Kong Volunteer Defence Corps" (retrieved on 30 December 2012)
40. ↑  "Golden Weddings" (15 January 1969)
41. ↑  "Richard Ross Forbes Cassidy" (15 March 2018)
42. ↑  "Birth" (6 April 1923)
43. ↑  "Deaths Notified" (2006-2007), p. 140.
44. ↑  "P.R.A. Head Speaks - Mr. Cassidy Not Optimistic - Sound Financial Proposition" (9 July 1934)

### 英文資料
- Nisbet, Hugh A., "Jurors List for 1914". Hong Kong: Registry, Supreme Court, 31 January 1914.
- "Marriage - Cassidy-Rodger", The China Mail, 16 January 1919, p. 1.
- "Birth", HongKong Daily Press, 6 April 1923, p. 6.
- Melbourne, C. D., "Jurors List for 1925". Hong Kong: Registry, Supreme Court, 23 February 1925.
- "G.B.S. and H.K. Rotary - Mr. Cassidy Explains His Remark - Dr. T'so Thanks Author for His Advice", The China Mail, 14 February 1933, p. 1.
- "P.R.A. Head Speaks - Mr. Cassidy Not Optimistic - Sound Financial Proposition", The China Mail, 9 July 1934, p. 7.
- "Mr. Cassidy Going on Leave", The China Mail, 11 May 1937, p. 2.
- "Three Hongkong Workers for China Relief Fund", Hongkong Telegraph, 16 June 1939, p. 7.
- "Cassidy Sees Bright Future for Hong Kong", The China Mail, 22 March 1949, p. 1.
- "Personality Parade No. 8", The China Mail, 24 April 1950, p. 2.
- Braga, José Maria, Hong Kong Business Symposium: A Compilation of Authoritative Views on the Administration, Commerce, and Resources of Britain's Far Eastern Outpost. Hong Kong: South China Morning Post, Ltd., 1957.
- Trade Bulletin. Hong Kong: Hong Kong Department of Commerce and Industry, 1959.
- Skinner's Cotton and Man-made Fibres Directory of the World. Great Britain: T. Skinner & Company, 1964.
- The Hong Kong General Chamber of Commerce Annual Report 1965. Hong Kong: Toppan Printing Co. (HK) Ltd., 1966.
- Triennial Survey 1964-67, Hong Kong: Hong Kong Education Department, 1968.
- "Golden Weddings", The Times, 15 January 1969, p. 16.
- "Hutchison ex-Chief Dies in UK", South China Morning Post, 24 May 1971.
- "Deaths Notified （页面存档备份，存于）", The Brazen Nose Volume 41, 2006-2007.
- Yee, Wang-fung and Chan-Yeung, Mo Wah, Moira, To Serve and to Lead: History of the Diocesan Boys' School Hong Kong. Hong Kong: Hong Kong University Press, 2009.
- "Civilians（页面存档备份，存于）", Hong Kong War Diary, retrieved on 30 December 2012.
- "Hong Kong Volunteer Defence Corps（页面存档备份，存于）", Hong Kong War Diary, retrieved on 30 December 2012.
- "Philip Stanley Cassidy（页面存档备份，存于）", England and Wales Death Registration Index 1837-2007, retrieved on 24 March 2016.
- "Thomas Cassidy", England and Wales Census, 1911, retrieved on 24 March 2016.
- "Roll of Honour: Cyril Martin Cassidy[]", Nottinghamshire County Council, retrieved on 24 March 2016.
- "Richard Ross Forbes Cassidy（页面存档备份，存于）", Dictionary of Scottish Architects, retrieved on 15 March 2018.

### 中文資料
- 〈立法局西商會代表嘉薛地當選〉，《工商日報》第六頁，1948年8月13日。
- 〈華商總會歡迎西商會主席嘉薛地〉，《工商日報》第五頁，1948年8月17日。
- 〈加薛地暫任行政局議員，三警官奉委為高級警司〉，《工商日報》第五頁，1951年7月21日。
- 〈加薛地將返英〉，《工商日報》第六頁，1952年5月1日。
- 〈英女皇元旦授勳名單公佈，本港官民十一人榮獲勳銜〉，《工商日報》第五頁，1959年1月1日。
- 馮邦彥著，《香港英資財團》。香港：三聯書店，1996年。

## 外部連結
- 歷屆主席及副主席（1931-1950）（页面存档备份，存于），香港總商會
- 歷屆主席及副主席（1951-1970）（页面存档备份，存于），香港總商會
- 立法會代表（1931-1950）（页面存档备份，存于），香港總商會
- 專訪嘉薛地之子，蘇格蘭皇家建築師協會（2013年冬）

| 其他職務        | 其他職務                                       | 其他職務        |
| --------------- | ---------------------------------------------- | --------------- |
| 前任者： 羅拔士 | 香港總商會主席 1948年 - 1950年 1951年 - 1952年 | 繼任者： 羅拔士 |
| 前任者： 羅拔士 | 香港總商會主席 1948年 - 1950年 1951年 - 1952年 | 繼任者： 哥拉   |